# Chris Korda
Chris Korda (née en 1962) est une musicienne américaine de techno, activiste antinataliste, développeuse de logiciels, et dirigeante de l'Église de l'Euthanasie.

## Biographie

### Famille, études et identité de genre
Chris Korda est la fille de Michael Korda et de sa première épouse, Carolyn Keese. Elle est la petite-fille du directeur artistique Vincent Korda et la petite-nièce des réalisateurs Alexander Korda et Zoltan Korda.
Diplômée de l'école Hammonasset, Chris Korda étudie dans les années 1980 le jazz  au Berklee College of Music, à Boston.
Assignée homme à la naissance, Chris Korda se travestit pour la première fois en octobre 1991, à l'occasion d'une fête d'Halloween. Elle se définit comme transgenre et est par ailleurs végétalienne,.

### Musique
Dans les années 1980, Chris Korda parvient presque à vivre de la musique une première fois en tant que guitariste de jazz. C'est dans la musique électronique, dans laquelle elle s'immerge à partir du début des années 1990 seulement, après que des proches l'ont encouragée à se rapprocher d'autres personnes trans, qu'elle se fait véritablement un nom cependant.
Chris Korda commence ainsi à composer des morceaux électroniques sur une Roland TR-606 d'occasion, peu de temps après sa première virée dans les clubs new-yorkais. En 1993, elle sort son premier album, Save the Planet Kill Yourself, en partie pour financer l'Église de l'Euthanasie à la tête de laquelle elle et Robert Kimberk sont.
À la fin des années 1990, Chris Korda est approchée par DJ Hell. Sa musique, précurseuse de l'electroclash, intéresse le producteur allemand autant que la personnalité qu'elle représente dans un genre qui lui paraît alors en manquer. En 2003, l'album Man of the Future sort sur International Deejay Gigolo Records, le label de DJ Hell. S'ensuit une tournée européenne après laquelle Chris Korda prend ses distances avec la scène club pendant plus de dix ans.
À la mort de sa mère en 2016, Chris Korda décide de déménager à Berlin et se remet à produire de la musique électronique. En 2019, elle sort chez Perlon Records Akoko Ajeji, son premier album en quinze ans. Depuis, elle sort régulièrement de nouveaux albums.
Chris Korda a tourné dans le monde entier et notamment au festival de musique Sonar à Barcelone en 2001, utilisant son propre logiciel pour se produire en direct.

### Développement de logiciels
En 2008, Chris Korda conçoit Fractice, un moteur de rendu fractal.
Chris Korda est également à l'origine de plusieurs logiciels de musique, parmi lesquels Waveshop et ChordEase. Publié en 2013, le premier est un éditeur audio gratuit et sans perte, testé et critiqué par plusieurs sites web. Sorti un an plus tard, ChordEase est quant à lui un logiciel gratuit compatible avec n'importe quel instrument MIDI et qui facilite essentiellement la lecture des notes. ChordEase a été présenté à la Conférence internationale sur les nouvelles interfaces pour l'expression musicale de 2015.

## Militantisme

### Église de l'Euthanasie

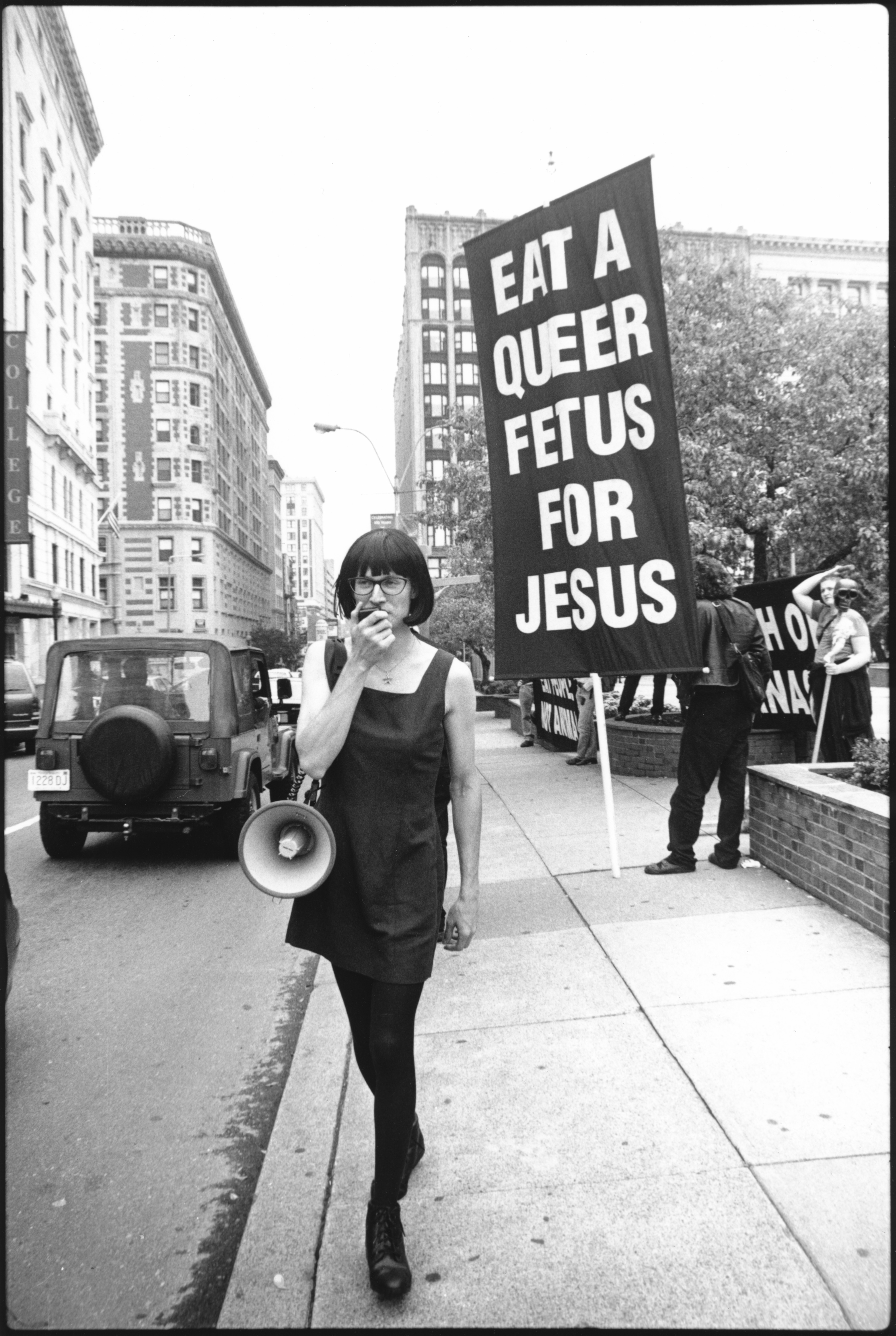
Chris Korda lors d'une manifestation de l'Église de l'Euthanasie.

En 1992, Chris Korda, depuis lors révérende Chrissy, crée avec le pasteur Kim et Vermin X l'Église de l'Euthanasie. Plus qu'un véritable culte, il s'agit surtout d'un mouvement malthusianiste considérant qu'il y a trop d'êtres humains sur Terre et incitant par conséquent les individus à ne pas se reproduire.
Attirant l'attention des médias par les manifestations qu'elle organise avec l'Église de l'Euthanasie, Chris Korda est invitée en 1997 dans l'émission du Jerry Springer Show autour du thème « I Want to Join a Suicid Cult (« Je veux rejoindre un culte suicidaire ») ».

### Unabomber for President
En 1995, Chris Korda et Lydia Eccles lancent la campagne Unabomber for President (en français : Unabomber président). Dans ce cadre, elles créent un comité d'action politique, Unabomber Political Action Committee (UNAPACK). « UNAPACK … approuve complètement les idées contenues dans la chape de 35 000 mots contre la société que le gouvernement pourrait essayer de prouver que Kaczynski a écrites ».

## Discographie

### Albums studio
- 1999: Six Billion Humans Can't Be Wrong (DJ Mix : Chris Korda and the Church Of Euthanasia ; International Deejay Gigolos)
- 2003 : The Man of the Future (International Deejay Gigolo Records)
- 2004 : Victim of Leisure – Live @ BURN. FM (Platoniq)
- 2019 : Akoko Ajeji (Perlon)
- 2020 : Polymeter (Mental Groove Records)
- 2020 : Apologize to the Future (Perlon)
- 2022 : More than Four (Chapelle XIV Music)
- 2025 : All My Problems Are Soluble

### Singles et EP
- 1993 : Save the Planet, Kill Yourself (Kevorkian Records)
- 1997 : Save the Planet, Kill Yourself (réédition ; International Deejay Gigolos)
- 1998 : Sex Is Good (International Deejay Gigolos)
- 2002 : I Like to Watch (Null Records)
- 2002 : When It Rains EP (International Deejay Gigolos)
- 2003 : The Man of the Future (International Deejay Gigolos)
- 2020 : Magic Cookie EP (Partout)
- 2023 : Not My Problem, I'll Be Dead (YYK No Label)
- 2023 : Primitive Man (YYK No Label)
- 2024 : Avengings Angels of Software